# Шулятицький Юрій-Йосип Йосипович
Ю́рій-Йо́сип Йо́сипович Шуляти́цький (у більшості джерел вказується без подвоєного імені, як Юрій Шулятицький; 4 серпня 1942, Станіслав, СРСР — 21 лютого 2013, Івано-Франківськ, Україна) — колишній радянський та український футболіст, тренер та футбольний функціонер. Заступник президента та член виконавчого комітету Івано-Франківської обласної федерації футболу. Батько футболіста Юрія Шулятицького, брат Тараса Шулятицького.

## Життєпис
Сім'я Шулятицьких мешкала на Гірці, неподалік від стадіону «Локомотив», тож не дивно, що обидва брати, Юрій та Тарас, стали футболістами. Тренував місцевих хлопчаків на той час Володимир Бриндзей, який і розгледів у братах потенціал. Батько хлопців був залізничником, тож вони росли справжніми патріотами ФК «Локомотив» і продовжувати кар'єру у іншому клубі не бажали. На відміну від Тараса, що захищав кольори московських «Динамо» та ЦСКА, а також львівських «Карпат», Юрій усю кар'єру так і провів у «Локомотиві», що виступав на рівні чемпіонату Івано-Франківської області.
Після завершення кар'єри гравця Шулятицький протягом багатьох років працював тренером у рідному клубі, допоки у 1989 році його не було запрошено до «Прикарпаття» на посаду начальника команди. У 1992 році на певний час очолив головний івано-франківський клуб, проте невдовзі залишив його, щоб розпочати у 1993 році роботи зі стрийською «Скалою». Після цього на аматорському рівні працював з футбольним клубом «Бескид», а у 1998 році очолив луцьку «Волинь», що виступала на той час у першій лізі чемпіонату України. З 2002 по 2006 рік (аж до втрати статусу професійного клубу) був керманичем та президентом івано-франківської «Чорногори». З 2006 по 2007 рік тренував місцевий «Спартак», а у 2008 році повернувся до «Чорногори», що брала участь у змаганнях на першість області. Окрім тренерської діяльності займався роботою футбольного функціонера. Був членом виконавчого комітету та заступником голови Івано-Франківської обласної федерації футболу.
Крім футболу мав хобі — розведення голубів, яким займався з 7 років. Перебував у івано-франківському клубі голубівників при ФСТ «Україна», утримував на горищі будинку близько 120 голубів різних порід.

## Сім'я
- Син — Юрій Шулятицький (1970 р.н.), футболіст, грав у командах «Спартак» (Івано-Франківськ), «Карпати» (Львів), «Нафтовик» (Охтирка), «Зірка» (Кіровоград) тощо.
- Брат — Тарас Шулятицький (1945 р.н.), футболіст московських клубів «Динамо», ЦСКА та львівських «Карпат».
- Племінник — Андрій Шулятицький (1969 р.н.), футболіст низки клубів, серед яких «Спартак» з Івано-Франківська, львівські «Карпати», луцька «Волинь» та інші.